# Idempotentie
Idempotentie is de eigenschap van een object (of systeem) en/of een operatie daarop dat het object niet meer verandert als de operatie nogmaals wordt uitgevoerd.

## Wiskunde
Concreet wordt de term gebruikt in de wiskunde voor een operator of element van een algebraïsche structuur waarvoor geldt dat de operator (of het element) tot een willekeurige positieve macht verheven, de operator of het element zelf geeft. Een voorbeeld zijn projectie-operatoren in de lineaire algebra: wanneer men bijvoorbeeld een punt in een driedimensionale ruimte projecteert op een vlak, maakt het daarna niet meer uit of men dezelfde projectie nog eens uitvoert: als het punt al in het projectievlak ligt, blijft het op dezelfde plaats.

## Definitie
Een operator (of functie) {\displaystyle A} heet idempotent als  {\displaystyle A^{2}=A}, d.w.z. dat voor alle {\displaystyle x} uit het domein van {\displaystyle A} geldt: 
{\displaystyle A^{2}x=A(Ax)=Ax}
Een element {\displaystyle p} in een algebraïsche structuur met binaire operator  {\displaystyle *} heet idempotent als {\displaystyle p*p=p}. 

## Informatica
In de informatica gebruikt men de term wel voor de eigenschap van een server om statusinformatie over de client bij te houden, zodat het niet uitmaakt of een bericht vaker dan eens wordt gestuurd en het dus niet erg is als (bijvoorbeeld ten gevolge van een fout) hetzelfde bericht twee keer aankomt. NFS (Network File System) is een idempotent protocol (houdt ... bij), terwijl FTP, NNTP (Network News Transfer Protocol) en HTTP niet idempotent zijn.